# 베를린 아틸라슈트라세역
베를린 아틸라슈트라세역(Bahnhof Berlin Attilastraße)은 베를린 템펠호프쇠네베르크구 템펠호프에 있는 철도역이다. 1895년에 마리엔도르프(Mariendorf)역으로 개업했으며 1939년에 전동차 운행이 시작되었다. 1992년에 현재의 역명으로 개칭되었다. 역 서쪽으로는 슈테글리츠첼렌도르프구 쥐트엔데와의 경계선에 인접해 있다. 개통 당시에는 마리엔펠데에 있었으나 1938년 행정구역 조정으로 인해서 템펠호프에 속하게 되었다.
승강장 남쪽으로 출입구가 개설되어 있다. 대합실은 아틸라슈트라세와 교차하는 교량 하부에 설치되어 있다. S반 선로 동쪽으로는 화물선이 설치되어 있고, 역 남쪽에서 S반선과 합류한다. 1979년에 승강장에 있었던 역무실이 철거되었고 계단실에 있는 별도의 공간으로 대체되었다.

## 역사
이 역은 베를린-드레스덴선과 랑크비츠-템펠호프 대로의 교차점에 설치되었고, 1875년에 설치된 쥐트엔데 B. D.(Südende B. D.)역을 대체했다. B. D.는 베를린과 드레스덴을 의미하며 당시 안할트선에 있었던 동명이역과 구분하기 위한 장치였다. 개통 당시에는 기본적인 시설만 설치되어 있었다. 역 북쪽에는 분기기가 설치되어 있어서 베를린 시내로 진입하는 단선이 이 역부터 초센까지는 복선이 되었다. 프로이센 군용철도도 이 역을 통과했지만 별도의 정거장이 설치되지는 않았다. 현재의 모습은 1910년부터 1914년까지 선로를 고가화하면서 탄생했다. 1939년에는 근교선이 전철화되었다.
1945년에는 독일 국방군이 텔토 운하를 지나는 철교를 바괴했다. 종전 이후 폭파된 교량은 목조 임시 교량으로 대체되었고, 1947년에 전소되었다. 몇 주 동안은 운하 남안에 설치된 임시 승강장에서 하차하여 마리엔도르프역까지 걸어가야 했다.
2013년까지 엘리베이터를 설치할 계획이 있었다. 2014년 7월로 엘리베이터 개통이 연기되었으며, 최종적으로는 2014년 9월에 개통했다.
S반 승강장 동쪽으로는 1926년에 건설된 Tfd 신호소 건물이 있었으나 드레스덴선 개량 공사에 따라서 2017년 3월에 철거되었다. 구 신호소 자리에서 템펠호프에서 오는 연결선이 드레스덴선과 연결된다. 2018년 4월 3일에는 마리엔펠데 전자식 신호소가 영업을 시작하면서 아틸라슈트라세역도 관제 권역에 포함되었다. 이 과정에서 ZBS 보안 장치가 도입되었고, 역 남쪽에 있었던 템펠호프 방면 화물선 분기가 신호소의 통제를 받게 되었다.

## 인접 정차역
베를린 버스 184, 282번과 환승할 수 있다.
| 베를린 S반                             | 베를린 S반 | 베를린 S반                 |
| -------------------------------------- | ---------- | -------------------------- |
| 프리스터베크 베르나우 바이 베를린 방면 | S2         | 마리엔펠데 블랑켄펠데 방면 |